# 101 (Einführung)
101 ist im US-amerikanischen Bildungssystem oftmals die Nummer eines Einführungskurses für ein Fachgebiet; hieraus wurde im Englischen eine umgangssprachliche Bezeichnung für einfachstes Fachwissen im Sinne der metaphorischen Verwendung des deutschen Begriffes Einmaleins.

## Herkunft
Im US-amerikanischen College- und Universitätssystem ist es üblich, Kurse mit Nummern zu versehen. Das Nummerierungssystem ist zwar nicht verbindlich, doch weitgehend vereinheitlicht, um den Wechsel zwischen Universitäten oder Colleges zu erleichtern und erarbeitete Inhalte vergleichbar zu machen. Jeder Kurs wird mit dem Namen des Hauptfachs (oder einer Abkürzung davon), gefolgt von einer drei- oder vierstelligen Nummer, bezeichnet – zum Beispiel „German 213“.
Der Einführungskurs wird üblicherweise mit der Nummer 101 bezeichnet – im Beispiel wäre das „German 101“ (ausgesprochen „one-oh-one“).
Dieses gemeinsame Nummerierungssystem wurde in den 1920er Jahren eingeführt. Die Nummer 101 für die Einführungskurse soll zuerst 1929 von der University of Buffalo verwendet worden sein.

## Umgangssprachliche Verwendung
Abgeleitet aus der universitären Bedeutung wird 101 umgangssprachlich für Grundkenntnisse zu einem Thema verwendet. Dies entspricht in etwa dem übertragenen Sinn des deutschen Begriffs Einmaleins. Den englischen Satz „boiling potatoes is ‚Cooking 101‘“ könnte man mit „Kartoffelkochen gehört zum Einmaleins des Kochens“ übertragen.